# Peder Frandsen
Peder Frandsen (født 30. november 1737 i Tyrsting Sogn, død 1. april 1810 i Uldum Sogn) var en dansk lægprædikant. Hans forældre var Anne Sørensdatter og Frantz Sørensen. Frantz Sørensen var hovbonde under herregården Mattrup ved Klovborg.
Han kaldtes også Peder Rytter Frandsen. Tilnavnet Rytter fik han efter at have været dragon i Randers. Under sin tjeneste som dragon var han til gudstjeneste hos pietisten provst P.N. Vedel i Værum Kirke. Vedels prædiken gjorde et dybt indtryk på Peder Frandsen. Han beskriver det således: "Jeg vaagende som i Helvedes Ild med megen Vaande og Ængstelse, men derefter voxede Gjenfødelsen dagligt i mig under Graad og modige Taare".
Efter sin konfirmation tjente også han på herregården Mattrup (stavnsbåndet var indført i 1733). Under en ildebrand i 1763 smed Peder Frandsen en spand vand i hovedet på herremanden Emanuel Thygesen, da denne kommanderede, hersede og skyndte på kæden af håndlangere, som skulle slukke branden i kornladen. Herremanden straffede Peder Frandsen med at sende ham ind som soldat.
Han vendte hjem fra soldatertjeneste i 1776. Da var forældrene døde; og fæstegården overdraget til en anden. Den nye herremand, Thyger Jesper Emanuelsen Thygersen (ejer af Mattrup 1764-1822), tilbød ham, at han kunne enten vente på en ledig fæstegård eller få et fripas fra stavnsbåndet. Peder Frandsen valgte fripasset. I årene efter tog han plads som tjenestekarl på forskellige gårde på Uldum-egnen.
På de gårde han tjente på, berettede han nu om sin oplevelse i Værum kirke. I 1790 var der opstået en kreds af vakte i Uldum/Langskov. Denne kreds bestod mest af tjenestefolk. I sine taler krævede han, at de troende skulle have haft en oplevelse svarende til hans egen. Han var puritansk indstillet overfor "mellemtingene" og angreb præsternes prædikener som snak og sladder. Han lærte, at mennesket aldeles intet formåede til dyds og gudsfrygts opvækkelse hos sig selv, dømte strengt om alle dem, der ikke ville slutte sig til ham, og kaldte udøbte børn djævleunger. Han betragtede dans og kortspil som dødssynder.
I 1798 kom han til Niels Nielsen Bundgaard i Uldum. Han var da "en gammel Ungkarl med en Kiste Bøger". Her fremkaldte han i en lille kreds en opvækkelse i en streng pietistisk retning, Den daværende præst i Uldum og Langskov Sogne, Hans Resen Steenstrup, klagede over ham. Peder Frandsen var en tid fængslet, men blev løsladt med en skriftlig irettesættelse fra Kancelliet.
Hans indflydelse fortsatte i flere sogne, og han havde også forbindelse med de norske haugianere i Drammen. Efter at han midlertidigt havde forladt Uldum, vakte hans trosfæller en søndag (17. marts 1799) i forbindelse med et dåbsgilde i annekssognet Langskov under en diskussion på kirkegården en sådan tumult, at fire af de 16 anklagede blev idømt en mulkt på 100 rigsdaler (vistnok efterfølgende betalt af kammerherreinde Lüttichau på Store Grundet – som var herrnhutisk sindet og så med sympati på Peder Frandsen og bevægelsen om ham).
I 1809 var Peder Frandsen igen i Uldum, hvor præsten, Marcus Plesner, ikke ville tage ham til alters, når han ikke ville afholde sig fra at forarge menigheden inden og uden for kirken. Biskop Middelboe gav præsten ret og truede med i fornødent fald at gøre indberetning til Kancelliet. Heraf blev der dog intet videre, da Peder Frandsen døde få måneder efter i 1810.
Han kan betragtes som ophavsmand til den religiøse bevægelse kendt som ”De stærke Jyder”. Bevægelsen har holdt sig i et område af Vejle Amt, indtil den i perioden 1960-1975 gradvis blev integreret i Indre Mission.
Der er opsat en mindeplade for ham i våbenhuset i Uldum Kirke.